# Der Junge muss an die frische Luft – Meine Kindheit und ich
Der Junge muss an die frische Luft – Meine Kindheit und ich ist die Autobiographie des Entertainers Hape Kerkeling. Das im Oktober 2014 erschienene Buch umfasst neben seinen beruflichen Erlebnissen vor allem seine Kindheit.

## Inhalt und Rezeption
In 19 Kapiteln erzählt Kerkeling von seinen ersten Erinnerungen, seinen Kindheitsjahren, dem dramatischen Verlust seiner Mutter durch Suizid sowie von Erlebnissen als Moderator von Unterwegs in der Weltgeschichte und als Kunstfigur Horst Schlämmer, der einem schwerkranken Mädchen eine Freude machen soll.
Das Buch wurde 2017/18 unter dem Titel Der Junge muss an die frische Luft von der UFA verfilmt; Caroline Link führte Regie. Im Dezember 2018 kam der Film in die Kinos.
2014 gewann die Hörbuch-Fassung den LovelyBooks Leserpreis.

## Buchausgabe
- Hape Kerkeling: Der Junge muss an die frische Luft – Meine Kindheit und ich. Piper Verlag, München 2014, ISBN 978-3-492-05700-4.